# Municipis amb facilitats lingüístiques

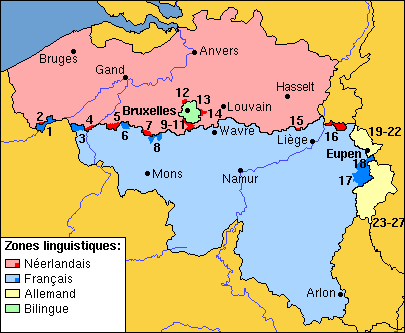
1. Comines-Warneton 2. Messines 3. Mouscron 4. Espierres-Helchin 5. Renaix 6. Flobecq 7. Biévène 8. Enghien 9. Drogenbos 10. Linkebeek 11. Rhode-Saint-Génèse 12. Wemmel 13. Kraainem 14. Wezembeek-Oppem 15. Herstappe 16. Fourons 17. Malmédy 18. Waimes 19. Lontzen 20. Raeren 21. Eupen 22. La Calamine 23. Burg-Reuland 24. Saint-Vith 25. Amblève 26. Bütgenbach 27. Bullange

Municipis amb facilitats lingüístiques (neerlandès Faciliteitengemeente, francès Communes à facilités linguistiques, alemany Fazilitäten-Gemeinde) és un sistema que es va introduir a Bèlgica per les lleis de 8 de novembre de 1962 i 2 d'agost de 1963. De fet, el terme "facilitats" no existeix a la llei: en els textos jurídics no es tracta de "règim especial per a la protecció de les minories" com es tracta a l'alemany de Malmedy.
Per a la resta, aquests municipis no són qualificats ni de "facilitats", sinó com a municipis "perifèrics" amb "estatut especial", de "minoria francòfona, alemanya o neerlandesa" o "règim especial de protecció de les minories". Els municipis es beneficien d'un estatut particular són simplement anomenats, sense cap justificació particular. Hom els pot dividir en quatre categories: sis municipis als afores de Brussel·les, els 24 municipis (8 després de la fusió de municipis belgues de 1976) de la frontera lingüística franco-neerlandesa, 6 municipis (després 2) francòfons amb facilitats per als germanòfons anomenats "municipis malmedians" i 25 municipis (finalment 9) de llengua alemanya amb facilitats per al francès. Cap municipi té una situació trilingüe o en la que els tres idiomes estiguin involucrats.
Els municipis amb facilitats es caracteritzen pel monolingüisme dels Serveis Interns (l'administració treballa en un sol idioma) i un bilingüisme extern (l'administració utilitza les dues llengües en les seves relacions amb el públic). La reforma constitucional de 1970 elevat al rang de disposició constitucional l'existència de quatre regions lingüístiques en la legislació sobre l'ús de les llengües en matèria administrativa. També es va precisar en aquest article que "tots els municipis del Regne formen part d'una de les regions lingüístiques". Si bé es va concedir l'estatut híbrid a alguns municipis, tots pertanyien a una regió lingüística monolingüe: la corresponent a la llengua de treball de l'administració. El sistema de facilitats constituí, doncs, una excepció al principi que les relacions entre els habitants d'una regió i l'administració es feien obligatòriament en l'idioma de la regió. En efecte, només la Regió de Brussel·les-Capital és oficialment bilingüe francès-neerlandès. Les altres tres regions són monolingües: regió de parla francesa (Valònia), la regió de parla neerlandesa (Flandes) i la Comunitat Germanòfona de Bèlgica.

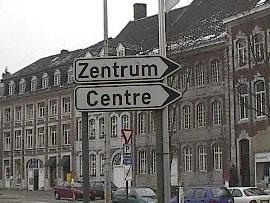
Senyalizació bilingüe i facilitats lingüístiques pels francòfons al municipi d'Eupen.

## Llista dels municipis amb facilitats

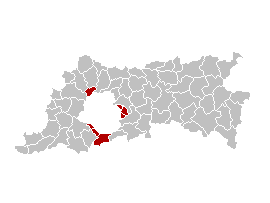
Municipis amb facilitats de la perifèria de Brussel·les

- "Municipis perifèrics" (perifèria brussel·lesa) situats en la regió lingüística neerlandesa, però amb facilitats per al francés:
  - Kraainem (Crainhem)
  - Drogenbos
  - Linkebeek
  - Sint-Genesius-Rode (Rhode-Saint-Genèse)
  - Wemmel
  - Wezembeek-Oppem

- "Municipis de la frontera lingüística franco-neerlandesa"
  - Municipis francòfons amb facilitats per al neerlandès :
    - Comines-Warneton (Komen-Waasten)
    - Enghien (Edingen)
    - Flobecq (Vloesberg)
    - Mouscron (Moeskroen)

  - Municipis neerlandesos amb facilitats per al francès :
    - Bever (Biévène)
    - Spiere-Helkijn (Espierres-Helchin)
    - Voeren (Fourons)
    - Herstappe
    - Mesen (Messines)
    - Ronse (Renaix)
- Munipis situats a la frontera lingüística entre la comunitat francesa i la germanòfona :
  - "Comunitats de llengua alemanya" amb facilitats per al francès :
    - Amel (Amblève)
    - Büllingen (Bullange)
    - Burg-Reuland
    - Bütgenbach (Butgenbach)
    - Eupen
    - Kelmis (La Calamine)
    - Lontzen
    - Raeren
    - Sankt-Vith (Saint-Vith)

  - "Municipis malmedians" (municipis francòfons amb facilitats per a l'alemany) :
    - Waimes (Weismes)
    - Malmedy (Malmédy)
- Municipis en la frontera lingüística entre les comunitats francesa, neerlandesa i germanòfona :
  - Municipis francòfons amb facilitats per a l'alemany i el neerlandés únicament en matèria d'ensenyament (les facilitats en matèria administrativa poden ser demanades –en teoria – pel consell municipal i aprovades per un decret reial i després per una llei) :
    - Baelen
    - Plombières (Bleyberg)
    - Welkenraedt (Welkenrath)